# Norden Festival
Das Norden Festival, vollständiger Name Norden – The Nordic Arts Festival, ist ein Kultur-Festival, das jährlich in der Stadt Schleswig im nördlichen Schleswig-Holstein (Südschleswig) und somit im deutsch-dänischen Grenzraum veranstaltet wird. Veranstaltungsort sind die Königswiesen (dän. Kongeengen), einem Parkgelände an der Kleinen Breite der Schlei, in der Nähe des Weltkulturerbes Haithabu-Danewerk. Hierbei treten Künstler aus dem norddeutschen wie auch dem angrenzenden nordeuropäischen Raum verschiedener Sparten auf, das Festival umfasst unter anderem Musik, Literatur, Straßentheater, Filme und Kulinarik. Die Erstausgabe des Festivals fand 2018 statt.